# جيسي لي سوفير
جيسي لي سوفير (بالإنجليزية: Jesse Lee Soffer)‏ هو ممثل أمريكي، ولد في 23 أبريل 1984 بأوسينينغ في الولايات المتحدة. بدأ مشواره المهني سنة 1993.

## أعمال

### أفلام
- (2007) غراسي
- (2011) في الوقت المحدد[4][5]

### مسلسلات
- شيكاغو بي دي
- غايدنغ لايت

## وصلات خارجية
- جيسي لي سوفير على موقع IMDb (الإنجليزية)
- جيسي لي سوفير على موقع ألو سيني (الفرنسية)
- جيسي لي سوفير على موقع أول موفي (الإنجليزية)
- جيسي لي سوفير على موقع قاعدة بيانات الفيلم (الإنجليزية)
- جيسي لي سوفير على موقع كينوبويسك (الروسية)